# 세바스토폴 (페트로파블롭스크급 전함)
세바스토폴(Sevastopol, 러시아어: Севастополь)은 1890년대 러시아 제국 해군이 건조한 선상 전드레드노트급의 페트로파블롭스크급 전함 3척 중 마지막 전함이다.
크림 전쟁 동안 벌어진 세바스토폴 포위전에서 이름을 따 왔으며, 이 배는 러시아 태평양 함대 제1전대로 취역하여, 여순항((오늘날 랴오닝성 따렌의 뤼순커우 구)에 주둔했다. 여순항은 1898년에 청나라로부터 관동주의 일부로 임차한 것이다. 하비 니켈강 장갑과 포포드 라디오를 사용한 최초의 선박들 중 하나인 세바스토폴은 12,044톤의 만재배수량에, 전체 길이가 112.5m였다. 두개의 트윈 포탑에 4개의 12인치 포로 무장하고 있었다. 세바스토폴은 1892년 5월에 기공되었으며, 1895년 6월 1일에 진수하여 1899년에 완공되었다. 해상 실험은 1900년까지 계속되었다.
세바스토폴은 취역 후 1904년부터 이듬해까지 러일 전쟁에 참전하게 되었다. 2월 초 여순항에 대한 기습 공격을 받아 약간 손상당했고, 이후 포위된 항구에서 탈출하려는 여러 차례 시도에 참여했다. 이 중 가장 주목할 만한 것은 황해 해전이었다. 세바스토폴은 몇 차례 피탄으로 손상을 입었지만 살아 남아 러시아 함대와 함께 항구로 가까스로 귀환했고, 승조원 1명이 죽고, 62명이 다쳤다. 여순항 항복 직후, 세바스토폴은 일본 제국 해군의 노획을 막기 위해 자침했다. 일본은 이 배를 인양하지 않았고, 이 배의 잔해는 여전히 항구 입구 밖에 남아있다.

## 설계 및 개요
페트로파블롭스크급 전함의 설계는 전함 임페라토르 니콜라이 1세에서 유래 되었지만, 4문의 12인치 포와 8문의 8인치 포의 무장을 수용할 수 있도록 크게 확장되었다. 건조 중에는 무장이 더 강력한 12인치 포로 수정되었고, 8인치 포는 12개의 6인치 포로 대체되었다. 전체 길이는 114.6m, 선폭은 21.3m, 흘수는 8.6m였다. 배수량은 11,140톤으로 설계되었고, 세바스토폴이 완성이 되었을 때 1,000톤의 과적과 12,032톤의 배수량이 되었다.

### 엔진
배는 각각 하나의 축을 구동하는 2개의 수직 3단 팽창 증기 엔진에 의해 구동되었고, 16개의 원통형 보일러에서 생성된 증기를 사용했다. 엔진은 10,600마력 (7,900kW)으로 평가되었으며, 16노트의 최고 속도에 도달하도록 설계되었지만 세바스토폴은 15.3노트의 속도에 도달했다. 해상 실험을 거치는 동안 9,368 마력 (6,986kW)을 나타내었다. 세바스토폴은 10노트의 속도로 3,750해리 (6,94km)의 작전반경을 부여하기 위해 충분한 석탄을 적재했다. 세바스토폴은 승조원이 662명이다.

### 무장
페트로파블롭스크급 전함의 주포는 2개의 트윈 포탑에 장착된 4개의 12인치 포로 구성되어 있었으며, 하나는 전방에, 또 하나는 후방 상부구조에 배치했다. 90초당 1발을 발사하도록 설계했지만, 실제 발사 속도는 절반이 소요되었다. 부포는 12개의 카네 6인치 속사포로 구성되어 있었다. 이들 중 8대는 4 트윈-건으로 현측 포탑에 장착되었고, 나머지 총은 선체 중앙부의 보호되지 않은 총안에 배치되었다. 호치키스 1.9인치 속사포 10개와 맥심 1.5인치 속사포 28개를 포함한 더 작은 총은 어뢰정 방어를 위해 배치되었다. 또한 6개의 어뢰발사관을 수상에 15인치 발사관 4개와 브로드 사이드에 설치된 18인치 수중 발사관 2개로 무장했다. 앵커리지를 보호하기 위해 50개의 기뢰도 사용했다.
러시아 군은 세바스토폴이 사용한 하비 장갑을 만들 수 없었기 때문에, 배의 장갑은 미국의 베들레헴 철강에서 주문 받았다. 다만 수선장갑대는 하비 장갑으로 만들어졌고, 나머지는 니켈강이었다. 장갑대는 두께가 10-14.5인치였다. 주포탑은 최대 두께가 10인치이고 갑판 장갑의 두께는 2 ~ 3인치였다. 1898년 선체와 갑판이 완성된 후, 장갑과 총기를 설치하기 위해 크론슈타트로 옮겨졌다.

## 건조와 이력
세바스토폴은 크림 전쟁 동안 벌어진 세바스토폴 포위의 이름에서 따온 것이며, 1892년 3월 7일 상트페테르부르크에 있는 아드미랄티 조선소에서 기공식을 했다. 건조는 안드루센코와 아파나세예프 두 명의 엔지니어가 주도하여 1892년 5월 7일 시작되었다. 거의 같은 시기에 전함 시소이벨리키도 기공되었다. 기공식에는 러시아의 알렉산드르 3세가 참석했고, 체사레비치의 기공식에는 니콜라이 2세가 참석했다. 세바스토폴은 1895년 6월 1일에 진수되었다. 세바스토폴은 1899년에 완성되었으며, 니콜라이 체르니쉐프가 1904년 3월 17일까지 세바스토폴의 선장이 되었고, 이후 니콜라이 에센이 사령관으로 임명되어 교체되었다.
세바스토폴은 1899년 10월 16일에 해상 실험을 시작했으며, 검사가 끝난 후 러시아 제국 해군에 취역했다. 세바스토폴과 자매함은 러시아 태평양 함대 제1 전대의 기지였던 여순항으로 이송되었다. 1900년 9월에 폴로프 라디오가 세바스토폴과 자매함 폴타바에 설치되었다. 무선통신을 설치한 최초의 러시아 전함이 된 것이다. 이 전함들은 또한 태평양 함대의 다른 배들과 같이 흰색으로 도색되었다. 이후 세바스토폴은 여순항으로 떠났고, 1901년 4월 13일에 도착했다. 당시 러시아는 극동의 어떤 나라와도 전시 상태에 있지 않았기 때문에, 세바스토폴은 항구에 머무르고 있었다.

## 여순항 해전
1894년부터 1895년까지 발발한 청일 전쟁에서 일본이 승리를 거둔 후, 러시아와 일본은 모두 만주와 한반도를 장악하고자 하는 야심을 드러냈다. 이러한 상황은 두 나라 사이의 긴장을 고조시켰다. 일본은 1901년 긴장 완화를 위한 협상을 시작했지만, 러시아 정부는 문제 해결 방법을 정확히 결정하지 않았기 때문에 응답이 느리고 불확실했다. 일본은 이것을 러시아 군비 프로그램을 완수하기 위한 시간을 벌기 위해 고의적인 기만 전략으로 해석했다. 러시아가 1903년 10월까지 만주에서 군대를 철수시킨다는 약속을 파키함으로써 상황은 더욱 악화되었다. 결정타를 날린 사건은 러시아가 한반도 북부에서 목재 채벌권을 양허받았다는 소식과 만주에 대한 일본의 이해를 러시아가 인정하지 않고, 일본의 활동을 계속 방해한 것이었다. 이러한 행동으로 일본 정부는 1903년 12월 전쟁이 불가피하다는 결론을 내렸다. 일본과의 긴장이 고조되면서 태평양 함대는 야간에 조선에 군대를 상륙시키려는 일본의 시도에 보다 신속하게 대응하기 위해 밤에도 외항에서 계류하기 시작했다.
1904년 2월 초, 일본 제국 해군은 여순항에서 러시아 태평양 함대에 대한 기습 공격을 시작했다. 세바스토폴은 지름 6 ~ 8인치 포탄을 한 발 피격당했고, 이로 인해, 함교에 있던 승조원 2명이 부상을 입었다. 세바스토폴은 곧 다른 러시아 함대들과 함께 추격전을 시작했고, 전방의 포를 일제히 발사했지만, 명중탄을 내지는 못했다. 1904년 3월 26일, 세바스토폴은 우발적으로 페레스베트와 충돌하여 프로펠러를 손상당했다. 여순항에서 기습 공격을 당한 이후, 제1 태평양 함대는 여러 차례 탈주를 시도했다. 6월 23일 탈주 시도에서 빌헬름 비트게프트 제독이 지휘하는 태평양 함대는 일본 함대와 조우한 이후 퇴각을 했다. 항구로 접근하면서, 세바스토폴은 진에서 약간 벗어났다가 기뢰에 부딪혀 11명이 사망하고, 심각한 침수를 일으켰지만, 가까스로 항구에 도착하여 닻을 내렸다. 세바스토폴은 6주 동안 수리를 받아야 했으며, 수리를 받던 도중 갑판에 화재가 발생하여 2명이 죽고, 28명이 부상당한다. 러시아 전함은 너무 커서 여순항의 드라이 독으로는 감당할 수 없었다. 그래서 선체를 집어넣기 위한 케이슨이 제작되었다. 8월 9일, 여순항의 외곽 방어선을 공격하던 일본 제3군으로 인해 제1 태평양 함대가 기지에서 출동했다. 세바스토폴도 완전히 수리되지는 않아서 후방 포탑에 있던 포가 작동불능이었지만, 나머지 함대와 함께 출격을 했다. 그들은 이후 황해 해전이라고 불리는 전투에서 일본 함대와 교전을 벌였다.

## 황해 해전
전투 중 러시아 전열의 중앙에 있었지만, 세바스토폴은 낮에는 약간의 손상만을 입었다. 저녁에 러시아 함대는 그 당시 11km 떨어진 곳에 있던 일본 기함 미카사에 집중 포격을 가했다. 일본 전함은 응수 포격을 했고, 세바스토폴은 상부구조물에 여러 발을 피격당해 1명이 사망하고, 62명이 부상당했다. 몇 분 후 미카사는 레트비잔과 세바스토폴이 발사한 12인치, 6인치 포탄 두 발에 피격당해 40명의 사상자가 발생했다. 그 직후 러시아 함대가 블라디보스톡으로 탈출할 수 있을 것 같았기 때문에, 아사히가 12인치 포탄 2발을 쏘아 기함 체사레비치의 사령탑을 뚫었다. 이 피격으로 총사령관 빌헬름 비트게프트 제독과 조타수가 사망하고, 선장이 중상을 입었다. 이어 체사레비치는 급선회를 한 뒤 작동불능이 되었다. 러시아 전열은 이것이 비트게프트가 계획한 전술 기동이라고 생각하고, 일제히 급선회를 시작했다. 이것으로 세바스토폴을 포함하여 모든 전함이 체사레비치 바로 뒤에 서 있게 되어 정지된 기함이 직격당하는 것을 않게 했다. 페레스베트에 탑승하고 있던 함대의 두 번째 명령권자인 왕자 파벨 우흐톰스키는 다른 러시아 함대에게 깃발 수신호를 통해 여순항으로 귀환하라고 신호를 보냈다. 신호는 포베다, 폴타바, 팔라다와 세바스토폴에 의해서만 점차적으로 인지되었다. 세바스토폴은 전투 중에 1발의 6인치 포탄과 2발의 1.9인치 포에 피격당했을 뿐이었다.

## 여순항 봉쇄 작전

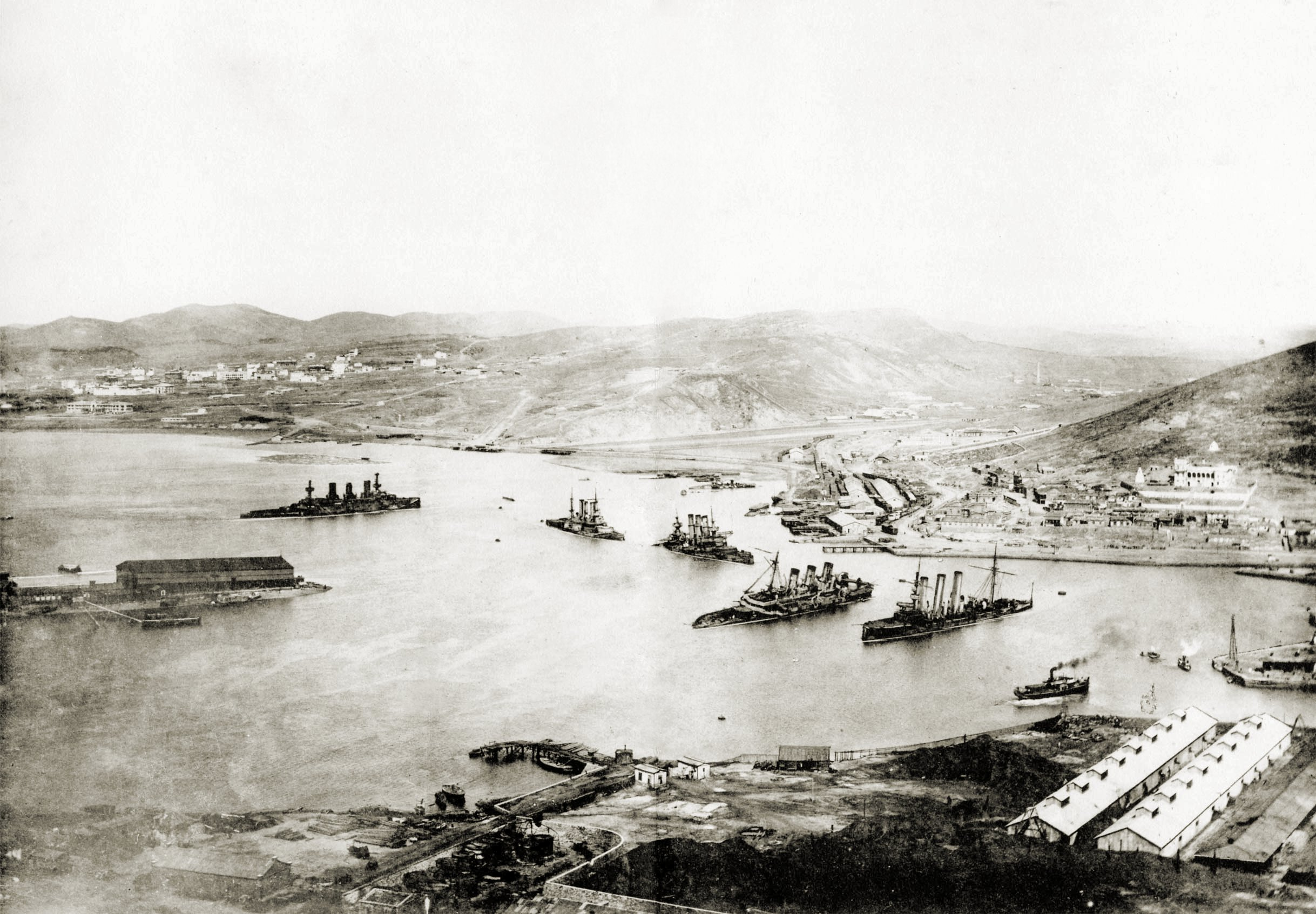
여순항에서 자침한 러시아 전함, 세바스토폴은 보이지 않는다.

8월 10일, 여순항으로 귀환한 뒤, 함대는 도시가 노기 마레스케 남작이 지휘하는 일본 제3군에 의해 포위된 것을 알게 되었다. 8월 23일, 세바스토폴은 9척의 소형 함들과 함께 탈출하기 위해 일본군 포대를 공격했지만, 포대를 무력화시킨 후 일본군 감시선에 발각된 후 항구로 돌아왔다. 세바스토폴이 여순항으로 다시 귀환할 때, 또 다시 기뢰에 부딪혀서 수리를 받아야 했다. 12월 5일, 제3군은 항구를 내려다 볼 수 있는 중요한 위치인 203 고지를 점령했다. 그곳에서 일본군은 세바스토폴과 황해 해전에서 살아남은 제1 태평양 함대의 다른 배들을 포격할 수 있었다. 당시 그 배들은 언덕에서 약 5.7km 떨어진 곳에 있었으며, 그곳은 일본 해안포의 사정거리에 들었던 것이다. 12월 9일경, 4대의 전함과 2대의 순양함이 일본군에 의해 침몰되었다. 세바스토폴은 11인치 포탄으로 5회 피격 당했지만, 항구 서쪽에서 벗어나 포의 사정거리를 벗어나 소규모의 화이트 울프 항으로 가까스로 이동했다.세바스토폴은 그곳에서 어뢰 그물과 방책으로 방어할 수 있었다. 화이트 울프의 방어적인 환경 안에, 에센은 봉쇄를 뚫고 블라디보스토크으로 탈출하거나, 당시 마다가스카르에서 석탄 보급을 받고 있었던 제2 태평양 함대와 랑데부할 계획을 짜냈다. 동시에, 일본 제국 해군을 지휘하던 도고 헤이하치로 제독은 도쿄의 메이지 천황의 지시에 따라, 후지와 미카사에서 발사한 어뢰와 구축함으로 여섯 번을 쇄도해 전함을 파괴하라는 명령을 내렸다.
어뢰정과 구축함 공격은 3주 동안 지속되었으며, 그 동안에 세바스토폴에게는 80발의 어뢰가 발사되었다. 그 중 12월 18일에 쏜 어뢰 4발을 맞았다. 3발은 전함 주변에 부설된 어뢰 그물에 직격했고, 다른 하나는 전함의 프로펠러 중 하나를 맞혔다. 심각하게 손상되었지만, 세바스토폴은 해상에 남아 2척의 구축함과 6척의 기타 함을 침몰시키고, 35명의 승조원과 5명의 장교를 죽였다. 세바스토폴을 공격하려던 일본 순양함은 항구에 있는 기뢰에 부딪혀 침몰했다.

## 결과
1905년 1월 2일에 육전에서 항복 소식을 들은 에센은 항복하기로 결정했으나, 한편으로는 일본군이 인양할 수 없도록 해수 밸브를 열어 55m의 바다에 전함을 자침시켰다. 블라디보스톡으로 도주하려고 했던 그의 다른 선택은 어뢰에 의해 프로펠러가 손상되었기 때문에 이미 사라져 버리고 없었다. 세바스토폴을 자침시킨 행동으로 인해, 에센은 세인트 조지 훈장을 수여 받았다. 그럼에도 불구하고 도쿄에서 온 파견관은 일본 어뢰 공격으로 침몰했다고 보고했다. 침몰한 바다의 깊이와 위치로 인해 세바스토폴은 여순항에서 일본군에 의해 인양되지 못한 유일한 전함이었다. 세바스토폴의 유적은 여전히 여순항 입구 밖에 남아 있다. 자매함 중의 하나인 폴타바는 여순항에서 일본군에게 인양되어 일본 전함 단고로 재취역했다.

## 참고 문헌
출판물
- Balakin, Sergey (2004). 《Морские сражения. Русско-японская война 1904–1905.》 [Naval Battles of the Russo-Japanese War] (러시아어). Moscow: Maritime Collection. LCCN 2005429592.
- Forczyk, Robert (2009). 《Russian Battleship vs Japanese Battleship, Yellow Sea 1904–05》. London, UK: Osprey. ISBN 978-1-84603-330-8.
- Gardiner, Robert; Chesneau, Roger; Kolesnik, Eugene M., 편집. (1979). 《Conway's All the World's Fighting Ships: 1860–1905》. London, UK: Conway Maritime Press. ISBN 978-0-85177-133-5.
- Halpern, Paul G. (1994). 《A Naval History of World War I》. London, UK: UCL Press. ISBN 978-1-85728-295-5.
- Hore, Peter (2006). 《Battleships》. London, UK: Lorena Books. ISBN 978-0-7548-1407-8.
- Jung, Dieter (1977). 《Warships of the Imperial Japanese Navy 1869–1945》. London, UK: Arms & Armour Press. ISBN 978-0-85368-151-9.
- McLaughlin, Stephen (2003). 《Russian & Soviet Battleships》. Annapolis, Maryland: Naval Institute Press. ISBN 978-1-55750-481-4.
- Preston, Anthony (1978). 《Warship》 2. London, UK: Conway Maritime Press. ISBN 978-0-87021-976-4.
- Spector, Ronald (2001). 《At War at Sea: Sailors and Naval Combat in the Twentieth Century》. New York, New York: Penguin. ISBN 978-0-7567-5770-0.
- Taras, Alexander (2000). 《Корабли Российского императорского флота 1892–1917 гг.》 [Ships of the Imperial Russian Navy 1892–1917]. Library of Military History (러시아어). Minsk: Kharvest. ISBN 978-985-433-888-0.
- Watts, Anthony (1990). 《The Imperial Russian Navy》. London, UK: Arms and Armour Press. ISBN 978-0-85368-912-6.
- Westwood, J. N. (1986). 《Russia Against Japan, 1904–1905: A New Look at the Russo-Japanese War》. Albany, New York: State University of New York Press. ISBN 0-88706-191-5.
- Wood, Oliver (1905). 《From the Yalu to Port Arthur: An Epitome of the First Period of the Russo-Japanese War》. London, UK: Kegan Paul, Trench, Trubner & Co. OCLC 225820117.

온라인 자료
- “The War”. 《The Independent》 (New York, New York: Benedict, S.W.) 57: 1409. 1904. 2010년 9월 26일에 확인함.
- Sorokin, Alexander. “Russo-Japanese War 1904–1905, Battle of the Yellow Sea” (러시아어). Russian Navy. 16 October 2011에 원본 문서에서 보존된 문서.  4 October 2011에 확인함.